# Jean-Claude Garcin
Jean-Claude Garcin, né le 3 octobre 1934 à Marseille et mort le 22 octobre 2021, est un historien français spécialiste du Moyen-Orient médiéval.

## Biographie
Historien de l’Islam médiéval (agrégé d’histoire, thèse avec Gaston Wiet, puis Claude Cahen), maître de conférences puis professeur à l’université de Provence. Enseignant, il a été assistant à l’université de Tunis (1959-61), puis dans un lycée au Sénégal (1961-63) et à l’université d’Alger (1967-70) où il a en partie enseigné en arabe. Après son deuxième séjour au Caire, il a été nommé en 1972 maître de conférences à l’université de Provence dans le département d’histoire, puis professeur dans celui des langues orientales, jusqu’à sa retraite en 2000.

## Publications
- Jean-Claude Garcin, Un centre musulman de la Haute-Égypte médiévale : Qûs, Le Caire, Ifao, 1976.

- Jean-Claude Garcin, Espaces, pouvoirs et idéologies de l’Égypte médiévale, Londres, Variorum reprints, 1987.

- Jean-Claude Garcin (dir.), Grandes villes méditerranéennes du monde musulman médiéval, Rome, EFR, 2000.

- Jean-Claude Garcin et al., États, sociétés et cultures du monde musulman médiéval, Paris , PUF, Nouvelle Clio, 3 vols., 1995-2000.

- Jean-Claude Garcin (dir.), Lectures du Roman de Baybars, Marseille, Éditions Parenthèses – MMSH, 2003.

- Jean-Claude Garcin, Pour une lecture historique des Mille et Une Nuits, Arles, Actes Sud, 2013. Id., Les Mille et Une Nuits et l’Histoire, Paris, Non Lieu, 2016.

- Jean-Claude Garcin, « Miettes d’histoire personnelle », Cahiers de Tunisie 218/219, 2014 (2018), p. 195-230.